# Franz Tastl
Franz Tastl (* 19. Oktober 1900 in Wien; † 18. Dezember 1942 ebenda) war ein österreichischer Kaffeehausbesitzer und Widerstandskämpfer gegen das NS-Regime. Er wurde von der NS-Justiz zum Tode verurteilt und im Wiener Landesgericht geköpft.

## Leben
Tastl, zuletzt wohnhaft in Klosterneuburg, zog im Raum Klosterneuburg Beiträge für die KPÖ ein und verteilte zum Teil selbst verfasste Druckschriften. Er wurde am 5. April 1941 festgenommen. Er wurde am 2. Oktober 1942 wegen „Wehrkraftzersetzung in Verbindung mit landesverräterischer Feindbegünstigung und Vorbereitung zum Hochverrat“ vom Volksgerichtshof zum Tode verurteilt. Er wurde am 18. Dezember 1942 hingerichtet.

## Gedenken
Sein Name findet sich auf der Gedenktafel im ehemaligen Hinrichtungsraum des Wiener Landesgerichts.

## Nachweise
1. ↑  Heinz Arnberger, Christa Mitterrutzner: Widerstand und Verfolgung in Niederösterreich 1934–1945. Band 2. Österreichischer Bundesverlag, Wien 1988, S. 161.
2. ↑  Nachkriegsjustiz, abgerufen am 10. Februar 2015

| Personendaten    | Personendaten                                                                            |
| ---------------- | ---------------------------------------------------------------------------------------- |
| NAME             | Tastl, Franz                                                                             |
| KURZBESCHREIBUNG | österreichischer Kaffeehausbesitzer und Widerstandskämpfer gegen den Nationalsozialismus |
| GEBURTSDATUM     | 19. Oktober 1900                                                                         |
| GEBURTSORT       | Wien                                                                                     |
| STERBEDATUM      | 18. Dezember 1942                                                                        |
| STERBEORT        | Wien                                                                                     |